# 万国橋

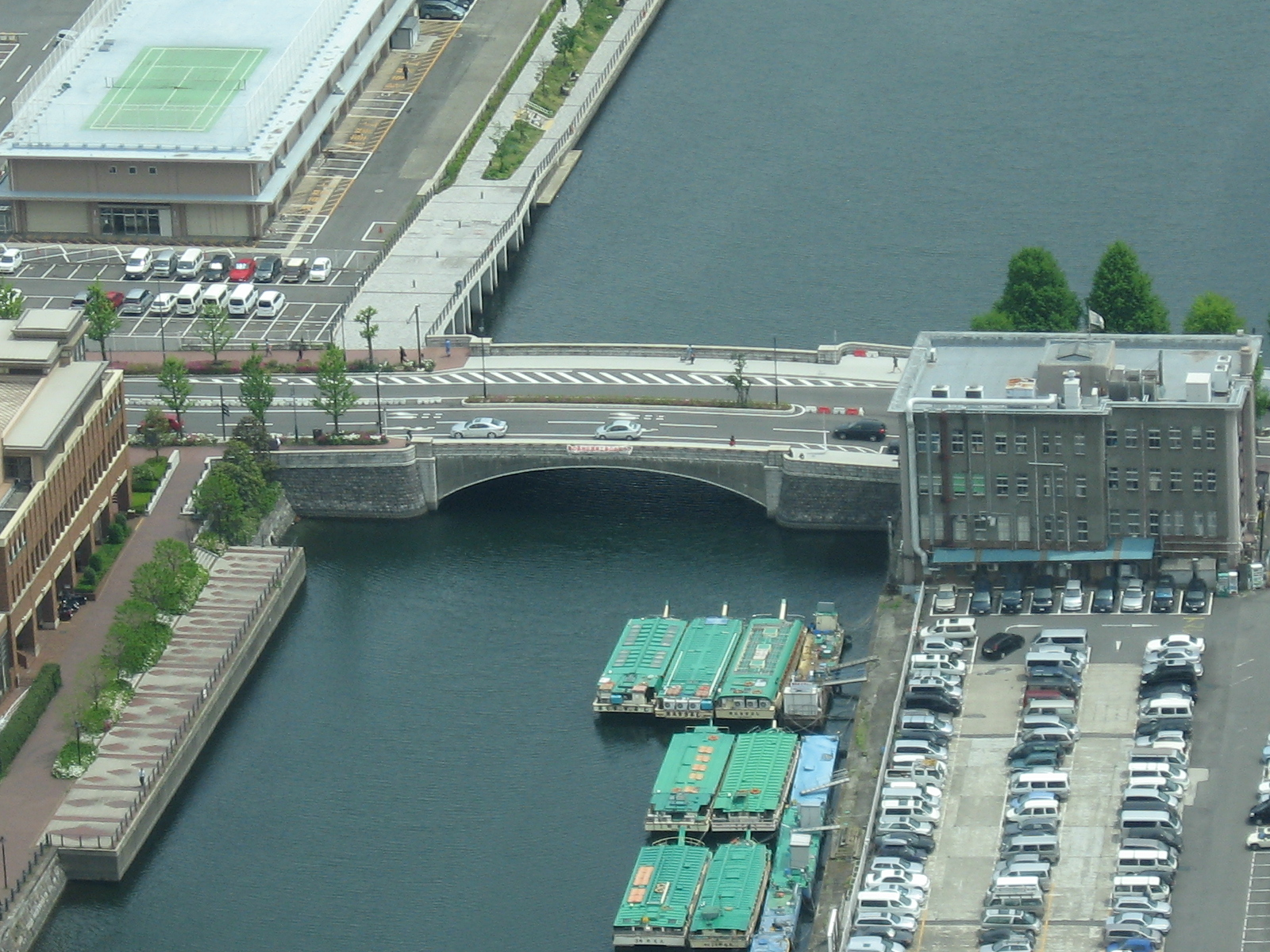
横浜ランドマークタワーから見た万国橋（2007年4月撮影）

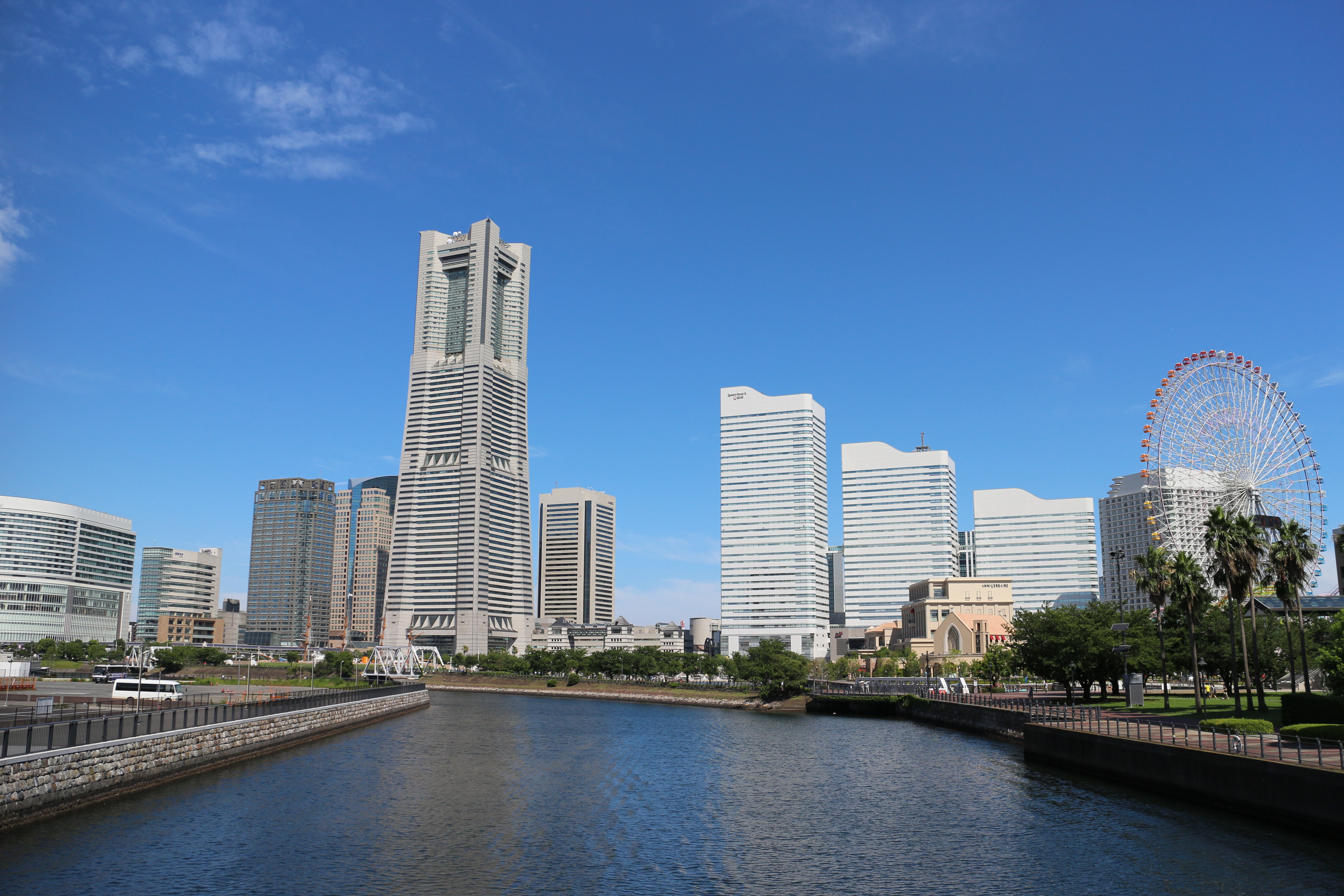
万国橋から望むみなとみらい地区（2015年7月撮影）

万国橋（ばんこくばし、萬國橋とも表記）は、神奈川県横浜市中区海岸通四・五丁目（北仲通地区）と新港一・二丁目（みなとみらい新港地区）の間の運河に架かるコンクリートアーチ橋。馬車道からつながる万国橋通りが橋上を通過する。現在の橋は1940年（昭和15年）に完成した二代目である。
1991年（平成3年）には、かながわの橋100選に認定されている。橋から望めるみなとみらい地区の風景は人気があり、テレビドラマの撮影などにも度々使われている（後述参照）。

## 歴史
初代の万国橋は、明治〜大正にかけて行われた新港埠頭（当時は税関埠頭と呼ばれた）の築造に伴い、1904年（明治37年）に架設された。全長36.6メートル・幅15.9メートルのアーチ型鋼橋（トラス橋）で、上部にはランプを吊るす照明灯（櫓のようなモニュメント）が設置されていた。同埠頭は第1期埋立が1905年（明治38年）、全体の整備が1914年（大正3年）に完了したが、当時の埠頭と陸地を結ぶ唯一の連絡橋が万国橋であった。
初代万国橋は関東大震災でも橋自体に深刻な被害が及ばずに持ち堪えているが、その後は交通量も増えたことから、1940年（昭和15年）になると拡幅し強度を高めた現在の万国橋（コンクリートアーチ橋）に架け替えられている。橋の両側にある石積み護岸はこの架け替えの際にもあまり手が加えられておらず、初代万国橋が架橋された当時の面影を今に残している。

### 現橋の沿革
- 1940年（昭和15年） - 現在の万国橋が完成する。
- 1974年（昭和49年） - 橋の上部路面にて改修工事を実施[2]。
- 2007年（平成19年）3月 - 耐震補強工事が完了。

## 主な撮影ドラマ
- たったひとつの恋
- ダンドリ。
- 喰いタン
- 熟年離婚
- 海猿
- エースをねらえ!
- Ns'あおい
- Sweet Season
- ショムニ
- プロミス・シンデレラ

## 主な撮影PV
- ダーリン - 桑田佳祐

## 座標
- 北緯35度27分7.33秒 東経139度38分20.7秒 / 北緯35.4520361度 東経139.639083度
- 横浜東部［南西］ - 地理院地図
- 万国橋 - Google マップ

## アクセス
- JR根岸線・横浜市営地下鉄 桜木町駅もしくはみなとみらい線 馬車道駅から徒歩圏内。